# You Talk Too Much (chanson de Joe Jones)
Pour les articles homonymes, voir You Talk Too Much (homonymie).
You Talk Too Much est une chanson écrite par Reginald Hall et Joe Jones en 1958. Celui-ci interprète le titre en 1960 atteignant la 3e position du Billboard Hot 100.
Publié par Ric Records (en), ce sera le seul succès commercial du label.
You Talk Too Much est la version originale du titre Tu Parles Trop adapté par Georges Aber, interprété notamment par Richard Anthony, Johnny Hallyday ou encore Eddy Mitchell.

## Version originale
La chanson You talk too much est écrite par Joe Jones et composée par le pianiste Reggie Hall, beau-frère de Fats Domino, en 1958. Les deux auteurs espéraient que Domino y trouve un intérêt mais ce ne fut pas le cas : celui-ci la laisse à Jones afin qu'il la joue durant ses propres représentations.
Jones enregistre une version studio en 1960, publiée par le label new-yorkais Ric Records (en) en juillet. Avec des arrangements de Harold Battiste, le titre voit également la participation de Sylvia Vanderpool Robinson (issue du duo Mickey & Sylvia) à la production, mais celle-ci n'est pas créditée. Joe Ruffino, propriétaire de Ric, envoie Jones et Battiste faire la tournée des radios, de Chicago à Détroit : le succès est au rendez-vous et le titre tourne de plus en plus.
Le label Roulette Records entre alors en jeu, stipulant que Jones est toujours sous contrat chez eux (il y avait déjà enregistré Every Night About Eight en 1958). Afin d'éviter le dépôt d'une plainte, Ruffino s'arrange à l'amiable avec Morris Levy (en), propriétaire de Roulette, celui-ci achetant les droits à Ric. À la suite de cette régularisation, le single entré au Billboard en septembre 1960 sous la référence Ric 972 termine son succès sous les couleurs de Roulette (Roulette 4304),.
Les deux labels se répondirent ensuite par chansons interposées : Ric Records publie I Don't Talk Too Much de Martha Nelson, Roulette répliquant par I Talked Too Much de Valerie Carr (en) et un follow-up de Jones lui-même, intitulé One Big Mouth (Two Big Ears).
La tournée suivant la sortie du titre se tient au moment où Fidel Castro fait les gros titres à la suite de son coup d'état à Cuba. L'équipe de Jones décida de lui envoyer une copie du disque en guise de commentaire, le titre 'you talk too much' pouvant être traduit par 'tu parles trop'. À leur grande surprise, ils apprirent qu'un lieutenant de Castro l'avait bel et bien réceptionné : Jones et son groupe en retirèrent une certaine visibilité, ayant relayé l'anecdote au magazine Jet.
En 1973, ayant perçu les royalties liés aux ventes de You Talk Too Much, Jones devient avocat pour aider les artistes de R'nB à récupérer leurs droits et les royalties non perçus auprès de l'industrie du disque,.

## Classement

### Hebdomadaire
| Classement (1960)                          | Meilleure Position |
| ------------------------------------------ | ------------------ |
| États-Unis (Billboard Hot 100)             | 3                  |
| États-Unis (Billboard Hot R&B)             | 9                  |
| États-Unis (Billboard Honor Roll of Hits)  | 5                  |
| Belgique (Ultratop 50 singles francophone) | 6                  |

### Annuel
| Classement (1960)               | Position |
| ------------------------------- | -------- |
| États-Unis (Billboard Year-end) | 89       |

## Reprises
Informations issues de Second Hand Songs, sauf mentions contraires.

### Versions chantées (sélection)
Plus de 30 reprises sont référencées, dont :
- En août 1960, Frankie Ford reprend le titre pour le compte d'Imperial Records (Imperial 5686). Sa version se classe à la 87e du Billboard[14].
- En 1967, Trini Lopez sur son album Now!
- En 1968, Richie Ray sur Let's Get Down to the Real Nitty Gritty
- En 1974, Sha Na Na sur Hot Sox
- En 1976, Ben Sidran sur Free in America
- En 1975, James & Bobby Purify (en) sur You & Me Together Forever.
- En 1982, Clarence Carter sur Patches
- En 2018, Walter Lure and the Waldos sur Wacka Lacka Loom Bop a Loom Bam Boo

### Versions instrumentales (sélection)
- En 1960, Léo Petit

### Adaptations en langue étrangère
| Année | Langue    | Titre                       | Adaptation           | Interprète(s)                                                                                                |
| ----- | --------- | --------------------------- | -------------------- | --- |
| 1960  | Français  | Tu Parles Trop              | Georges Aber         | Richard Anthony (1960), Johnny Hallyday, Les Chaussettes Noires, Frankie Jordan (1961), C.Jérôme (1996), ... |
| 1961  | Allemand  | Warum liebe ich gerade dich | Joachim Relin        | Bert Berger et l'orchestre de Gert Wilden                                                                    |
| 1962  | Suédois   | Pratbubblan                 | Eric Sandström       | Lil Malmkvist                                                                                                |
| 1977  | Islandais | Þú talar of mikið           | Þorsteinn Eggertsson | Lúdó og Stefán                                                                                               |
| 1980  | Espagnol  | No Charles más              | Manuel Salina        | Los Elegantes                                                                                                |
| 1991  | Espagnol  | No hables más               | Manuel Salina        | Los Mustang                                                                                                  |

## Album
En 1961, à la suite du rachat des droits de propriété par Roulette Records, ce dernier diffuse un album de même nom sous la référence SR-25143.
| 1.  | You Talk Too Much            | Reginald Hall, Joe Jones     | 2:33 |
| 2.  | I Love You Still             | Reginald Hall, Joe Jones     | 2:19 |
| 3.  | Take A Little Walk           | Reginald Hall, Edmond Melder | 1:58 |
| 4.  | Every Night About Eight      | Joe Jones, Sylvia Robinson   | 2:26 |
| 5.  | McDonald's Daughter          | Lester Williams              | 2:01 |
| 6.  | Tell Me What's Happening     | Reginald Hall, Edmond Melder | 2:21 |
| 7.  | One Big Mouth (Two Big Ears) | Henry Glover                 | 2:14 |
| 8.  | Here's What You Gotta Do     | Reginald Hall, Edmond Melder | 2:36 |
| 9.  | I Need Someone               | Reginald Hall, Edmond Melder | 2:44 |
| 10. | Where Is My Baby             | Reginald Hall, Edmond Melder | 1:59 |
| 11. | Always Picking On Me         | Reginald Hall, Edmond Melder | 1:59 |
| 12. | To Prove My Love To You      | Rudy Carliste                | 2:02 |

## Notoriété et utilisation dans les médias
Sauf indication contraire, les informations mentionnées dans cette section peuvent être confirmées par la base de données cinématographiques IMDb,  présente dans la section « Liens externes ».

### Films
- En 1994, dans André, Mon Meilleur Copain de George Miller[17].

### Séries
- En 1987, dans It's a Living (en)(saison 5, épisode 10)
- En 1991, dans We zijn weer thuis (nl)(saison 3, épisode 11)